# Nikola Grbić
Nikola Grbić (cyrilicí Никола Грбић, * 6. září 1973 Klek) je srbský volejbalový trenér a bývalý hráč. Měří 195 cm a hrával na pozici nahrávače. Jeho starší bratr Vladimir Grbić byl také volejbalovým reprezentantem Srbska.

## Klubová kariéra
Je odchovancem klubu GIK Banat. V letech 1990–1994 hrál za OK Vojvodina, s nímž se stal třikrát vítězem domácí soutěže. Pak působil v Itálii, vyhrál Ligu mistrů v roce 2000 se Sisley Treviso a v roce 2009 s Trentinem a CEV Cup v roce 1998 s Piemonte Volley, v roce 2006 s Volley Piacenza a v roce 2010 znovu s Piemontem. V letech 2008 a 2010 byl mistrem Itálie. Kariéru ukončil v roce 2014 jako hráč Zenitu Kazaň, s nímž vybojoval ruský titul.

## Reprezentační kariéra
V reprezentaci debutoval v roce 1991. Na LOH 1996 získal s týmem Svazové republiky Jugoslávie bronzovou medaili a na LOH 2000 se stal olympijským vítězem. Získal na mistrovství světa ve volejbale mužů stříbro v roce 1998 a bronz v roce 2010. Vyhrál mistrovství Evropy ve volejbale mužů v roce 2001. V roce 2003 byl s týmem Srbska a Černé Hory třetí ve Světovém poháru. 

## Trenérská kariéra
Od roku 2014 je trenérem. Tým Srbska dovedl k vítězství ve Světové lize v roce 2016 a k bronzu na ME 2017. V roce 2021 vyhrál Ligu mistrů s polským klubem ZAKSA Kędzierzyn-Koźle. Od roku 2022 vede národní tým Polska, získal s ním stříbrnou medaili na světovém šampionátu a titul mistrů Evropy.

## Ocenění
V roce 1997 byl vyhlášen srbským sportovcem roku. Získal cenu pro nejlepšího nahrávače na mistrovství světa 2010 a na evropských šampionátech 1995, 2001, 2003 a 2005. V roce 2008 byl uveden do Síně slávy Mezinárodní volejbalové federace. V roce 2021 mu byla udělena Cena bratří Karićů.